# Épisodes des Aventures de Kid Danger
Cet article présente les épisodes de la série télévisée d'animation américaine Les Aventures de Kid Danger diffusée du 15 janvier 2018 au 14 juin 2018 sur Nickelodeon.
En France, ces épisodes sont diffusés du 19 mai 2018 au 29 septembre 2018 sur Nickelodeon France.

## Distribution

### Voix originales
- Henry Hart / Kid Danger : Jace Norman
- Ray Manchester / Captain Man : Cooper Barnes
- Schwoz : Michael D. Cohen
- Charlotte Bloton : Riele Downs
- Jasper Dunlop : Sean Ryan Fox
- Piper Hart : Ella Anderson
- Jack Hart : Jeffrey Nicholas Brown
- Siren Hart : Kelly Sullivan

### Voix françaises
- Henry Hart / Kid Danger : Gauthier de Fauconval
- Ray Manchester / Captain Man : Nicolas Matthys
- Schwoz : Peppino Capotondi
- Charlotte Bolton : Elsa Poisot
- Piper Hart : Nancy Philippot
- Jasper Dunlop : Bruno Borsu

## Épisodes

### Épisode 2:Game of Drones
Le titre de cet épisode est une parodie de Game of Thrones.